# Hoplophanes lithocolleta
Hoplophanes lithocolleta is een vlinder uit de familie van de Heliozelidae. De wetenschappelijke naam van de soort is voor het eerst geldig gepubliceerd in 1916 door Turner.